# Halophryne diemensis
Halophryne diemensis är en fiskart som först beskrevs av Charles Alexandre Lesueur 1824.  Halophryne diemensis ingår i släktet Halophryne och familjen paddfiskar. Inga underarter finns listade i Catalogue of Life.